# Eupithecia divina
Eupithecia divina är en fjärilsart som beskrevs av András Vojnits 1979. Eupithecia divina ingår i släktet Eupithecia och familjen mätare. Inga underarter finns listade i Catalogue of Life.